# سیلوستر (جورجیا)
سیلوستر، جورجیا (به انگلیسی: Sylvester, Georgia) یک شهر در ایالات متحده آمریکا با جمعیت ۵٬۹۹۰ نفر است که در جورجیا واقع شده‌است.

## موقعیت جغرافیایی
موقعیت جغرافیایی شهرها و مناطق اطراف به شرح زیر است: